# Michail Timofeevič Kalašnikov
Michail Timofeevič Kalašnikov (in russo, Михаил Тимофеевич Калашников; Kur'ja, 10 novembre 1919 – Iževsk, 23 dicembre 2013) è stato un militare, ingegnere e progettista sovietico, poi russo, famoso per l'invenzione dell’omonimo fucile d'assalto AK-47.

## Biografia

### Origini e formazione
Nacque a Kur'ja, in Siberia, diciassettesimo figlio in una numerosa famiglia di contadini, e dopo aver conseguito la licenza elementare trovò lavoro in una stazione di trattori meccanici, dove ebbe modo di accrescere le sue conoscenze riguardo alla meccanica applicata, sviluppando interesse per le armi da fuoco. Nel 1938 fu chiamato per la leva militare nell'Armata Rossa, dove servì come comandante di carri armati durante la seconda guerra mondiale.

### La carriera militare e l'invenzione dell'AK-47
Nell'ottobre del 1941 Kalašnikov fu gravemente ferito in combattimento e congedato dalle linee del fronte. Si dice che cominciò a creare il suo primo progetto in ospedale e presto entrò a far parte dell'Istituto Aeronautico di Mosca. Mentre vi lavorava, Kalašnikov progettò varie innovazioni per i carri armati, incluso un meccanismo che contava il numero di colpi sparati. Negli anni fu promosso al ruolo di capo ingegnere e messo a capo di ingenti risorse da sfruttare. Nel 1947 progettò l'AK-47 (abbreviazione di "Avtomat Kalašnikova obrazca 1947 goda"), arma di facile manutenzione ed utilizzo che ha goduto di enorme successo in molti Paesi del mondo, e che sarebbe poi diventata l’arma più venduta e famosa di sempre.
Kalašnikov, che aveva cominciato come inventore autodidatta, assunse l'ambita posizione di Capo progettista delle armi leggere per l'Unione Sovietica. Negli anni '50 lavorarono nel suo dipartimento di ingegneria anche Hugo Schmeisser e Werner Grüner (creatore dell'MG 42 e dell'StG 44 e pioniere nell'area della tecnologia nello stampo di fogli di metallo). Dal 1949 Michail Kalašnikov visse e lavorò a Iževsk. Fu insignito per ben due volte del titolo di Eroe del lavoro socialista. Nel 1998 fu premiato con il titolo di cavaliere dell'Ordine di Sant'Andrea (орден Святого Андрея Первозванного), il più alto titolo della Federazione Russa. Il suo grado militare era Tenente-Generale ed era anche dottore di scienze tecniche.

### Gli ultimi anni e la morte
Kalašnikov affermò di non aver mai guadagnato molto grazie al suo fucile e di vivere con una magra pensione. Affermò inoltre che avrebbe preferito inventare un tagliaerba. Nel 2004 è diventato testimonial di un tipo di vodka a lui ispirata, la Vodka Kalašnikov, la cui bottiglia ha appunto la forma di un AK-47 e che viene distillata a San Pietroburgo ed è disponibile sul mercato europeo ed americano. Malato da tempo, morì a Iževsk il 23 dicembre 2013 a 94 anni, a causa di un’ulcera.

## Filmografia
Nel 2020 è stato realizzato in Russia un film biografico dal titolo AK-47 - Kalashnikov, dedicato alla vita di Michail Kalashnikov e al suo più famoso progetto, il fucile Kalashnikov che avrebbe dovuto salvare l'URSS nella seconda guerra mondiale.